# Villányi Tibor
Villányi Tibor (1931. március 4. –) magyar bajnok labdarúgó, csatár.

## Pályafutása

### Klubcsapatban
1946 és 1952 között a Ferencvárosban összesen 3 mérkőzésen szerepelt (1 bajnoki, 2 hazai díjmérkőzés). Az 1948–49-es idényben a bajnokcsapat tagja volt.

## Sikerei, díjai
- Magyar bajnokság
  - bajnok: 1948–49